# Дітріх фон Хольтіц
Дітріх фон Хольтіц (нім. Dietrich von Choltitz; нар. 9 листопада 1894, Графліх Візе — пом. 5 листопада 1966, Баден-Баден) — німецький воєначальник часів Третього Рейху, генерал від інфантерії (1944) вермахту. Кавалер Лицарського хреста Залізного хреста (1940). Учасник Першої та Другої світових війн.
1907 році почав навчання у кадетській школі Дрездена. 1914 року бився на Західному фронті Першої світової. У міжвоєнний час продовжував служити в рейхсвері. Напередодні Другої світової війни командир батальйону в 22-й планерній дивізії, брав участь у воєнних діях у Польщі, у Голландії, у Радянському Союзі (Молдова, Україна, Крим). Командував танковими та загальновійськовими дивізіями й корпусами. У серпні 1944 року комендант Парижу; відмовився виконувати прямий наказ Гітлера про знищення столиці Франції, завдяки йому місто вціліло.

## Біографія
Військова кар'єра
- 1907 — кадет
- 6 березня 1914 — фенрих
- 16 жовтня 1914 — лейтенант
- 1 листопада 1924 — оберлейтенант
- 1 квітня 1929 — ротмістр
- 1 серпня 1935 — майор
- 1 квітня 1938 — оберстлейтенант
- 1 квітня 1941 — оберст
- 1 вересня 1942 — генерал-майор
- 1 березня 1943 — генерал-лейтенант
- 1 серпня 1944 — генерал від інфантерії

Дітріх Гуго Германн фон Хольтіц народився 9 листопада 1894 року в містечку Графліх Візе неподалік від Нойштадта у Верхній Сілезії. Його батько Ганс фон Холтіц (1865—1935) був майором прусської армії, мати — Гертруда фон Розенберг. У 1907 році поступив у Дрезденську школу кадетів. У березні 1914 року після її завершення прийнятий на військову службу фенрихом до 8-го піхотного полку «Принц Йоганн Георг» Nr. 107 Королівської саксонської армії. У складі піхотного полку бився на Західному фронті, на Марні, під Іпром, на Соммі та в битві за Сен-Квентин. Відзначений багатьма нагородами за бойові заслуги на фронті.
Після війни повернувся до Нойштадта. Після демобілізації перший час проходив службу у прикордонній варті Німеччини, 1 жовтня 1919 року був включений до Тимчасового рейхсвера і служив у 38-му рейхсверському піхотному полку. Через рік він переведений до 11-го піхотного полку, а пізніше служив в 12-му (саксонському) рейтарському полку. Надалі на командних та штабних посадах у кавалерії рейхсверу. 20 серпня 1929 року одружився з Губертою (1902—2001), доньці генерала кінноти Отто фон Гарньє. 1 лютого 1937 року став командиром 3-го батальйону 16-го піхотного полку 22-ї планерно-піхотної дивізії в Ольденбурзі.
1938 році брав участь в окупації Судетської землі. Восени 1939 року командував батальйоном при вторгненні до Польщі, бився під Лодзем та на річці Бзура. У травні 1940 року з початком десантної операції в Голландії фон Холтіц взяв участь у битві за Роттердам, здійснивши посадку планерами з повітря зі своїм підрозділом та захопивши деякі ключові мости міста. Після бомбардування Роттердама під час зустрічі з голландцями, де обговорювали умови здачі всіх голландських військ у Роттердамі, у наслідок нещасного випадку командир 7-ї повітряної дивізії німецький генерал-лейтенант Курт Штудент був важко поранений у голову. Штудент був дуже популярний серед німецьких десантників, і коли голландські офіцери прибули скласти зброю німецьких вояків від розправи зміг втримати тільки фон Холтіц, що втрутився і зумів запобігти різанину.
29 травня 1940 року за мужність та сміливість під час штурму Роттердама оберст-лейтенант фон Хольтіц був удостоєний Лицарського хреста Залізного хреста. У вересні 1940 року він став командиром полк, а наступної весни — оберстом.
Напередодні початку операції «Барбаросса», полк фон Холтіца розміщувався у Румунії, входив до основних сил першого ешелону групи армій «Південь», що вторгалася в Україну. Бої в Молдові, на півдні України, з вересня 1941 року в Криму, облога Севастополя. Бої носили настільки затятий та кривавий характер, що з піхотного полку оберста фон Холтіца з 4800 осіб залишилося тільки 349. Сам командир полку дістав поранення. Наприкінці серпня 1942 року тимчасово очолював 260-ту піхотну дивізію. У березні 1943 року став командиром 11-ї танкової дивізії. Літом на чолі 48-го танкового корпусу 4-ї танкової армії генерал-полковника Германа Гота бився в битві на Курській дузі. Його корпус вів активні бойові дії на південному фасі Курського виступу.
У березні 1944 року Дітріх фон Хольтіц переведений на Італійський фронт, де він став командиром 76-го танкового корпусу, бої на плацдармі Анціо. У червні 1944 року генерал-лейтенант фон Хольтіц переведений на Західний фронт, де розпочалася висадка морського десанту союзників. Тут його призначили командувати 84-м армійським корпусом.
1 серпня 1944 року генералу Хольтіцу присвоєне звання генерала від інфантерії, а 7 серпня він визначений особисто Гітлером військовим комендантом Парижу. Наступного дня в Німеччині, фюрер особисто інструктував генерала, що усі історичні пам'ятники, цінні будинки та пам'ятки повинні бути знищені. 9 серпня Дітріх фон Хольтіц прибув до французької столиці, де на нього чекала офіційна телефонограма від Гітлера: «Місто може попасти в руки противника, ніяк інакше як тільки в руїнах.» За тиждень він в гніві кричав у слухавку: «Чи горить Париж?».
15 серпня 1944 року в Парижі почався страйк, який переріс у повстання. Німецький гарнізон фон Хольтіца був занадто малим, щоб протистояти одночасно на усіх вулицях столиці протестувальникам і не міг впоратися із ситуацією. 25 серпня німецький гарнізон з 17 000 вояків капітулював підрозділам Вільної Франції, Париж залишися недоторканим та вцілів. Через відмову генерала Дітріха фон Хольтіца виконати прямий наказ фюрера на знищення столиці Франції, багато хто вважає його «рятівником Парижу».
Після здачі в полон, німецького генерала утримували в Трент-Парк, у північному Лондоні, разом з іншими німецькими генералами. Фон Хольтіца згодом перевели до табору Кемп-Клінтон, у Міссісіпі. Але ніякого провадження проти нього за воєнні злочини відкрито не було, і в 1947 році його звільнили.
5 листопада 1966 року генерал Дітріх фон Хольтіц помер у міській лікарні Баден-Бадена від застарілої форми захворювання легень. На похороні були присутні високопосадовці німецької та французької армії.

## Нагороди

### Перша світова війна
- Залізний хрест 2-го і 1-го класу
- Орден Альберта (Саксонія), лицарський хрест 2-го класу з мечами
- Орден Заслуг (Саксонія), лицарський хрест 2-го класу з мечами
- Військовий орден Святого Генріха, лицарський хрест (26 грудня 1917 року)
- Нагрудний знак «За поранення» в сріблі

### Міжвоєнний період
- Почесний хрест ветерана війни з мечами
- Медаль «За вислугу років у Вермахті» 4-го, 3-го, 2-го і 1-го класу (25 років)
- Медаль «У пам'ять 1 жовтня 1938 року» із застібкою «Празький град»

### Друга світова війна
- Застібка до Залізного хреста
  - 2-го класу (14 травня 1940 року)
  - 1-го класу (18 травня 1940 року)
- Лицарський хрест Залізного хреста (18 травня 1940 року)
- Штурмовий піхотний знак в сріблі (17 вересня 1940 року)
- Нагрудний знак «За поранення» в золоті (1940)
- Сертифікат Пошани Головнокомандувача Сухопутних військ Вермахту (3 жовтня 1941 року)
- Німецький хрест у золоті (8 лютого 1942 року)
- Кримський щит (липень 1942 року)
- Медаль «За зимову кампанію на Сході 1941/42»
- Орден Михая Хороброго 3-го класу (Румунія) (6 жовтня 1942 року)
- Орден Зірки Румунії, великий офіцерський хрест (1943 року)

### Післявоєнний період
- Орден Почесного легіону, кавалер (Франція)

## Галерея

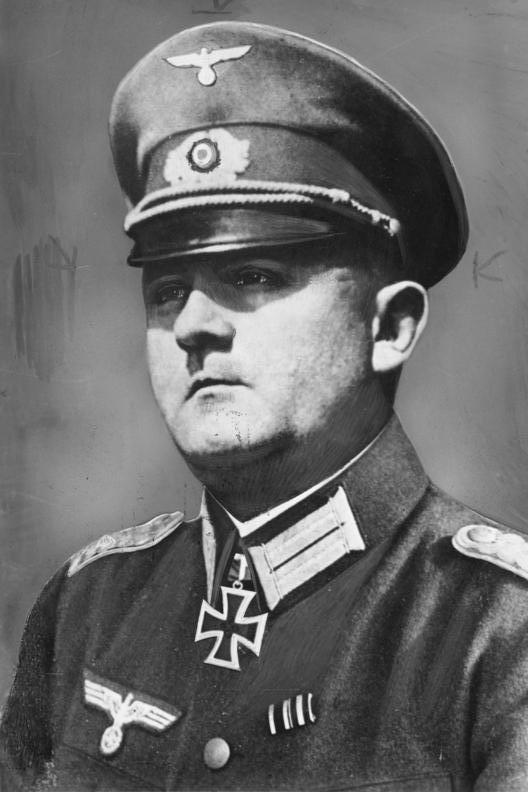
Оберстлейтенант фон Хольтіц (1940).
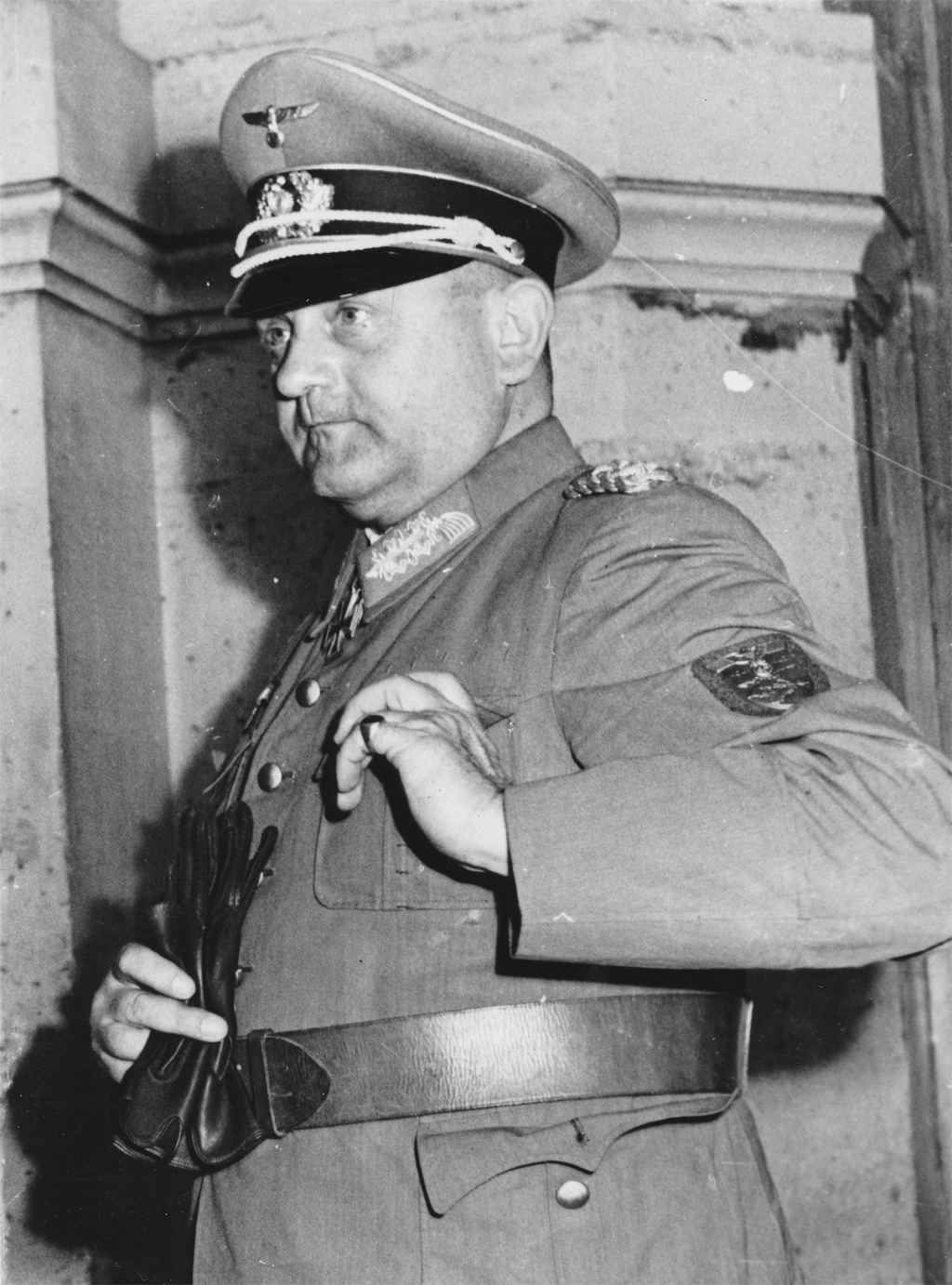
Генерал-майор фон Хольтіц (1942).
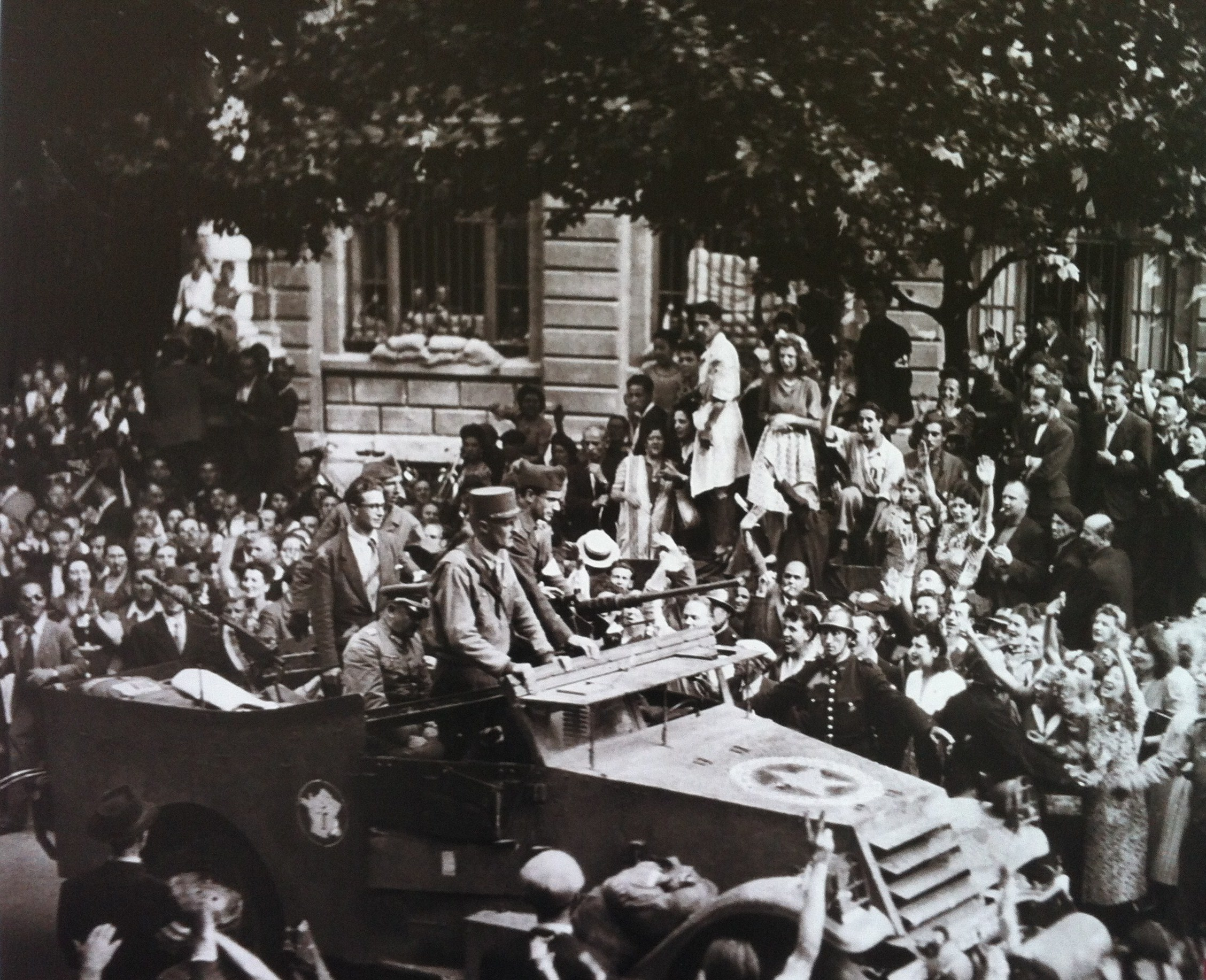
Хольтіц з Філіппом Леклерком і Жаком Сустелем в M3 Scout Car (24.08.1944).
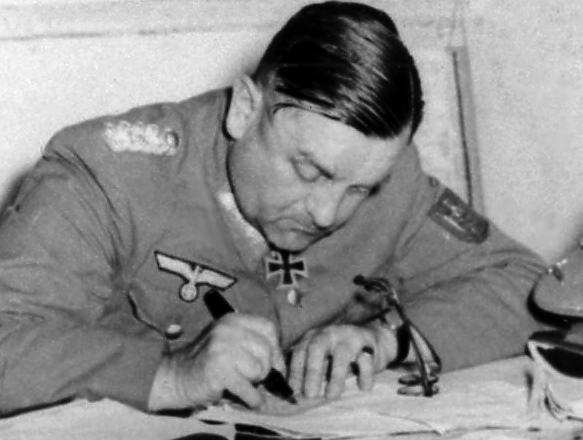
Хольтіц підписує капітуляцію (25.08.1944).
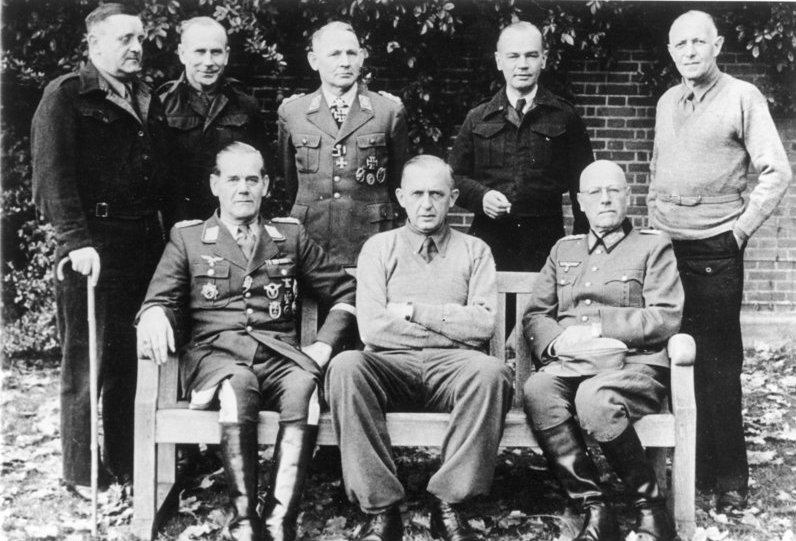
Хольтіц (стоїть крайній ліворуч) в полоні (Трент-парк, листопад 1944 року).